# Martin Štěpán (politik)
Martin Štěpán (1. ledna 1831 – 18. červen 1906) byl rakouský a český podnikatel a politik, na konci 19. století starosta města Polička a poslanec Českého zemského sněmu.

## Biografie
Původně se přistěhoval do Poličky coby učitel, ale brzy se dal na podnikání. Provozoval obchod se střižním zbožím. Od počátku 80. let 19. století zasedal v obecním zastupitelstvu, od roku 1884 i v městské radě. Dlouhodobě vedl místní ochotnický divadelní soubor Tyl. Postupně se stal předákem mladočeské strany v Poličce a předseda zdejšímu mladočeskému Politickému klubu. V roce 1890 usedl na post starosty města. Toho roku organizoval v Poličce mladočeskou agitaci proti staročechy prosazovanému česko-německému vyrovnání v Čechách (takzvané punktace). Starostenský mandát obhájil v roce 1894 a v čele obecní samosprávy setrval do roku 1897.
Koncem 80. let 19. století se zapojil i do zemské politiky. Ve volbách v roce 1889 byl zvolen v městské kurii (volební obvod Litomyšl, Polička) do Českého zemského sněmu. Politicky patřil tehdy k mladočeské straně. Ve volbách porazil staročeského kandidáta, kterým byl Eugen Eiselt z Prahy, jenž sice zvítězil v samotné Poličce, ale ve prospěch Štěpána rozhodl výraznější zisk hlasů v Litomyšli.
Zemřel v červnu 1906 ve vysokém věku. Pohřben byl v Poličce za veliké účasti veřejnosti.